# Archibald Yell
Archibald Yell, född 9 augusti 1797 i USA, död 1847 i Buena Vista, Coahuila, Mexiko, var en amerikansk demokratisk politiker och brigadgeneral. Yell var den andra guvernören i delstaten Arkansas 1840-1844. Han var ledamot av USA:s representanthus 1836-1839 och 1845-1846. Han stupade i slaget vid Buena Vista i mexikanska kriget.

## Biografi
Archibald Yell föddes i Sydstaterna till Moses och Jane Curry Yell. Fadern hade tre hustrur i var sin delstat och åtminstone åtta barn. Med Archibalds mor bodde han i Tennessee. Yell har själv skrivit att han föddes i den delstaten, men uppgifterna om hans födelseplats är osäkra och hans egen skrivkunnighet var mycket begränsad. Uppgiften om att han skulle ha varit född i North Carolina härstammar från gravstenen som restes 1881 då hans gravplats flyttades för andra gången. Fadern var pirat, militär i amerikanska revolutionen och plantageägare.
Yell deltog i 1812 års krig. Efter en mandatperiod i Tennessees lagstiftande församling flyttade han till Arkansasterritoriet. När Arkansas blev delstat, valdes han till USA:s representanthus. Yell var en framträdande frimurare i redan Tennessee. Han startade den första frimurarlogen i Arkansas.
Yell efterträdde 1840 James Sevier Conway som guvernör i Arkansas. Han avgick 1844 för att kandidera i kongressvalet. Han avgick 1846 som kongressledamot för att delta i mexikanska kriget. Han stupade i februari 1847. Hans första gravplats var i Mexiko. Gravplatsen flyttades efter fem månader till familjekyrkogården i Arkansas. Därifrån flyttade frimurarlogen sedan 1881 alla begravda till Evergreen Cemetery i Fayetteville, Arkansas.
Yell County och staden Yellville har fått sina namn efter Archibald Yell.